# Eesti Superkarikas 2021
La Eesti Superkarikas 2021 è stata la 26ª edizione della competizione, che si è svolta il 5 marzo 2021 (inizialmente prevista per il 28 febbraio e rinviata per COVID-19) allo Sportland Arena di Tallinn tra il Flora Tallinn, vincitore della Meistriliiga 2020 e della Coppa d'Estonia 2019-2020, e il Paide, secondo classificato nella Meistriliiga 2020. Il Flora Tallinn ha conquistato il trofeo per l'undicesima volta nella sua storia.

## Tabellino
| Arbitro: | Karl Koppel |

|              |           |  |
| Sappinen 52’ | Marcatori |  |